# Geroboamo II
Geroboamo II, in ebraico: ירבעם השני o יָרָבְעָם, yarobh`am; in greco: Ιεροβοάμ; in latino: Jeroboam (... – Samaria, 745 a.C.), fu il quarto re d'Israele della dinastia di Jehu, regnando dal 786 a.C. per quarantuno anni.
Era figlio di Ioas, che aveva regnato per quarant'anni sul regno d'Israele. Di esso testimonia anche un sigillo ritrovato a Meghiddo: di "Shema, funzionario di Geroboamo".
Il suo regno fu contemporaneo ai regni di Amazia (796-767 a.C.) e di Ozia (767-740 a.C.), nel regno di Giuda.
In quel periodo vissero anche i profeti Osea, Gioele, Giona ed Amos, ciascuno dei quali condannò il materialismo e l'egoismo delle élite israelite dell'epoca.

## Biografia
Secondo il racconto biblico  egli, pur ripetendo gli errori del suo omonimo e predecessore di circa 150 anni, ripristinò i confini del paese oltre il Giordano e conquistò Camat, estendendo i confini fino a sud del Mar Morto e riaprendo i commerci con i siriani di Damasco.
Gli succedette in trono il figlio Zaccaria.

## Ricerche archeologiche
Reperti archeologici confermano la narrazione biblica sul suo regno. Esso fu il più prosperoso che Israele avesse allora conosciuto. Verso la fine dell'VIII secolo a.C. il territorio di Israele era il più densamente popolato dell'Oriente, con una popolazione di circa 350.000 abitanti. Questa prosperità era basata sul commercio dell'olio di oliva, del vino e probabilmente dei cavalli, con l'Egitto e specialmente con la Siria.

## Citazioni bibliche
Il re Geroboamo II viene citato nell'Antico Testamento in:
- II Libro dei Re, 13, 13; 14; 15, 1;
- I Libro delle Cronache, 5, 17;
- Osea, 1, 1;
- Amos, 1, 1; 7, 9-11;